# Les Jeunes (journal)
Pour les articles homonymes, voir Les Jeunes (homonymie).
Les Jeunes est le titre d'une publication périodique, journal d'information de la Fédération sportive et culturelle de France depuis 1903. Celui-ci prend différents formats et périodicités au cours de son existence.

## Historique

### Les origines
Le premier numéro du bulletin fédéral de la Fédération gymnastique et sportive des patronages de France (FGSPF) parait le 5 janvier 1903, sous le titre Les Jeunes. Ce n'est alors qu'un simple encart de la revue Patronage, créée en janvier 1891, qui rend compte jusqu’à cette date de la vie des sections sportives des patronages. Il devient autonome dès le 1er janvier 1905 quatre mois avant que la fédération n'emménage dans ses propres locaux au 5 place Saint-Thomas-d’Aquin où la rédaction est transférée. Léon Lamoureux prend alors en charge l’administration, vite secondé par Charles Simon. Ce courrier de quinzaine adopte le format journal sur 4 pages et devient hebdomadaire dès le 6 janvier 1906. Il parait régulièrement jusqu'à la déclaration de guerre puis reprend avec une périodicité mensuelle sur deux pages seulement après une courte interruption de 3 mois.

### Entre les deux guerres
Le 1er janvier 1918 Les Jeunes redeviennent bimensuels puis hebdomadaires à partir du 15 janvier 1921, le format passant à 12 pages. Ils conservent cette forme alimentée par des signatures illustres aux côtés de celles de Paul Michaux puis François Hébrard et autres grands responsables fédéraux ou autorités religieuses jusqu'à ce que le secrétaire général Armand Thibaudeau embauche Georges Pagnoud avec mission de transformer la publication en journal grand public à partir du 1er janvier 1939. Le journal se maintient contre vents et marées au début des hostilités avec un rythme de publication bimestriel à partir du 1er octobre 1939, comme en 1914, puis disparaît au mois de mai 1940. Il doit se fondre ensuite dans la première édition de la revue officielle vichyssoise, Tous les sports. Cependant un supplément mensuel de La Croix du Rhône intitulé La Voix des Jeunes continue à rendre compte de l’actualité de la FGSPF et du Rayon sportif féminin (RSF) en zone libre.

### Vers la modernité
Le 1er octobre 1945 Les Jeunes réapparaissent sous forme bimensuelle pour les masculins et mensuelle pour les féminines. En janvier 1947 les deux éditions sont regroupées en une revue unique alors que la FGSPF intègre le RSF et troque son sigle pour celui de Fédération sportive de France (FSF). Les Jeunes ne redeviennent hebdomadaires que 9 ans plus tard, le 15 janvier 1956 et adoptent un nouvel en-tête le 6 janvier de l'année suivante. Robert Hervet, auteur d'une remarquable histoire de La FSF de 1898 à 1948, succède à Georges Pagnoud puis la relève est assurée en 1965 par Jean-Marie Jouaret nouvel adjoint au secrétaire général Robert Pringarbe. L'année suivante le journal redevient bimensuel. L'éditorial, les comptes-rendus des comités directeurs et des commissions techniques ainsi que le Carnet de famille complètent chaque exemplaire dont certains atteignent le volume d'un véritable magazine. Les articles de fond devenant de plus en plus importants, ce format magazine est adopté pour le no 2448 de septembre 1996 et il passe à la couleur pour aboutir à une revue moderne de qualité.

## Évolution des contenus

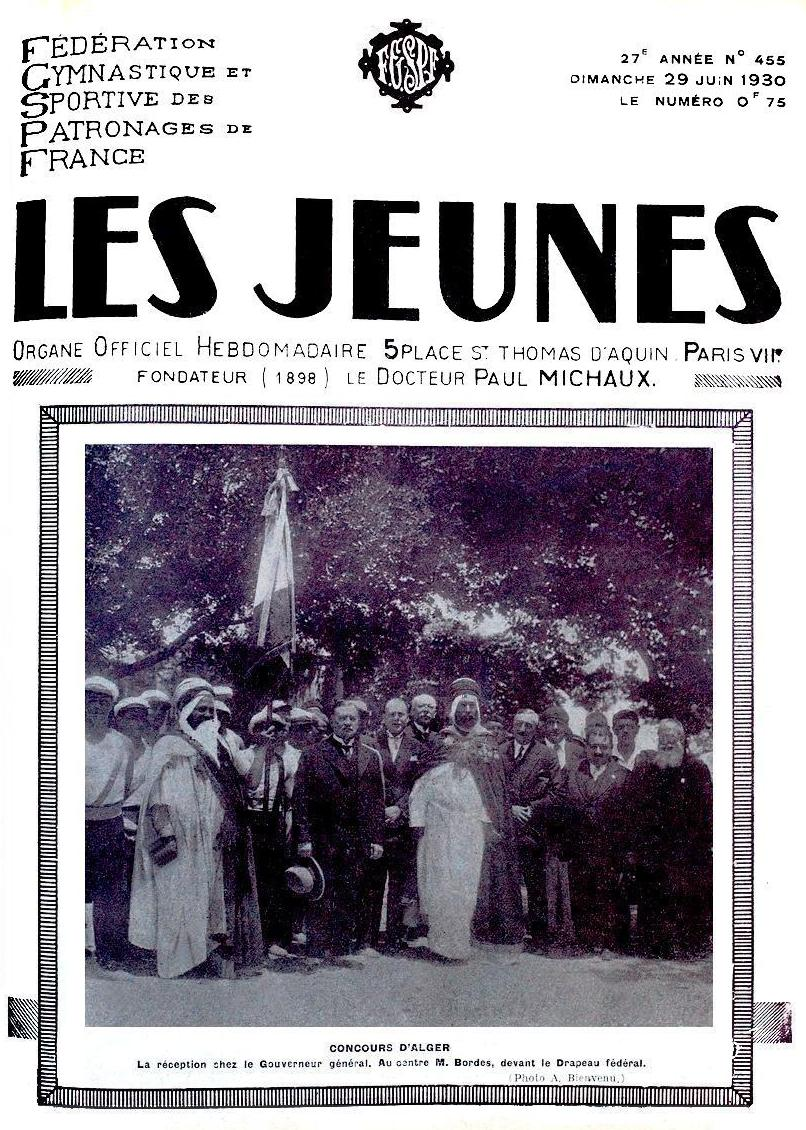
Numéro spécial de juillet 1930 : concours d'Alger.

Jusqu’en 1906 le journal est surtout l’occasion pour les dirigeants de fixer le cap et les stratégies, Charles Simon insistant à plusieurs reprises sur la nécessité pour les associations de se conformer à la récente loi de 1901. Il reste cependant ouvert à l'actualité et en juillet 1906 une lettre ouverte de Pierre de Coubertin parait simultanément dans La Revue Olympique. Les contenus deviennent plus généralistes à partir de juin 1907 où l'on relève la première publication des records fédéraux d’athlétisme puis en novembre un important article sur les Jeux olympiques. La culture historique prend place en avril 1909 avec un intéressant article sur la gymnastique éducative des Athéniens. En août 1911 un numéro exceptionnel sur 12 pages grand format donne les résultats complets du concours de Nancy. Plus tard, le numéro du 18 juillet 1919 reproduit les délibérations du Sénat rendant la préparation militaire obligatoire.	
Après la guerre, Les Jeunes rendent compte de tous les grands évènements de la vie fédérale : remise de la Légion d'honneur puis décès et enterrement du docteur Michaux, reconnaissance d'utilité publique de la FGSPF, grands concours : Paris 1923, Alger 1930. L’édition du 5 juin 1929 lance un concours pour l’élaboration d’un hymne fédéral qui parait dans le numéro du 27 mars 1932. Le numéro du 21 mars 1937 fait part du règlement du nouveau certificat d'éducation  physique fédéral qui sert de modèle au Brevet sportif populaire national.
Jusqu'en 1960 les articles de fond des Jeunes relèvent de trois personnes : le président général, François Hébrard, et les présidents des commissions sportives et gymniques, Georges Audebourg et Gabriel Maucurier. Alors que le secrétaire général, Robert Pringarbe, fournit le bulletin en matière d'informations administratives, Les Jeunes s'enrichissent d'articles techniques illustrés dus à Paul Massino et Georges Chautemps pour la gymnastique masculine puis à Claude Piard et Roseline Piard pour la gymnastique féminine et à Frédo Garel, pour le football. Certains numéros sont plus spécialement dédiés à des évènements exceptionnels de la vie fédérale (anniversaires décennaux, congrès) ou à une activité spécifique, en particulier le no 2394 du 1er septembre 1990 dont 10 pages ½ sur les 12 traitent de la gymnastique.
Fin 1998 il est le « seul bulletin des 94 fédérations sportives à parler des organismes génétiquement modifiés (OGM), de la couche d'ozone, de la pollution ... bref de sujets dépassant totalement le cadre étroit du sport et de la culture ». La réglementation en vigueur conforte cette volonté de passer à une revue culturelle généraliste : la publication des résultats sportifs relatifs aux compétitions classiques est reportée à un numéro spécial annuel et les communications spécifiques aux diverses activités font l'objet de lettres d'information relatives à chaque commission. Les articles techniques publiés ne concernent plus que les initiatives exceptionnelles ou émergentes et celles qui font l'objet d'une politique gouvernementale volontariste. À partir du no 2526 de mai 2011 une page, alimentée par la commission Histoire et Patrimoine de la FSCF, est consacrée dans chaque numéro à une rubrique historique régulière qui replace la publication dans son contexte général.

## Consultation
En 2016, sur l'incitation de la commission Histoire et patrimoine de la FSCF, 1 845 numéros des Jeunes représentant quatre-vingt-cinq années (de 1923 à 2011) sont numérisées par la bibliothèque nationale de France (BNF) sur le site Gallica. La numérisation des numéros antérieurs, fragilisés par l'âge et reportée à une date ultérieure, a été réalisée depuis et la totalité de la collection jusqu'à septembre 2015 est consultable en ligne. Ultérieurement la numérisation sera poursuivie par tranches de quatre années correspondant à une olympiade.